# Plaça Major de Banyoles
La Plaça Major de Banyoles és una plaça pública de Banyoles (Pla de l'Estany) declarada bé cultural d'interès nacional.

## Descripció
Els porxos de la plaça són formats per 37 arcs irregulars de pedra, de punt rodó o apuntats. El sostre és format per voltes d'aresta arrebossades i pintades, si bé conserva en algun tram l'embigat de fusta. Els diversos trams són limitats per arcs perpanys.
Els edificis que conformen la plaça guarden relació amb l'època de construcció d'aquesta. La distribució dels habitatges és la de la típica casa medieval urbana: planta baixa (on s'estableix la botiga), precedida per un porxo, primer pis i golfes, sota coberta de teula àrab. Les modificacions més habituals han estat l'obertura de balcons, i la conversió de teulades en terrats. Algunes arcades del sector del carrer d'Àngel Guimerà també foren modificades al segle xix.

## Història

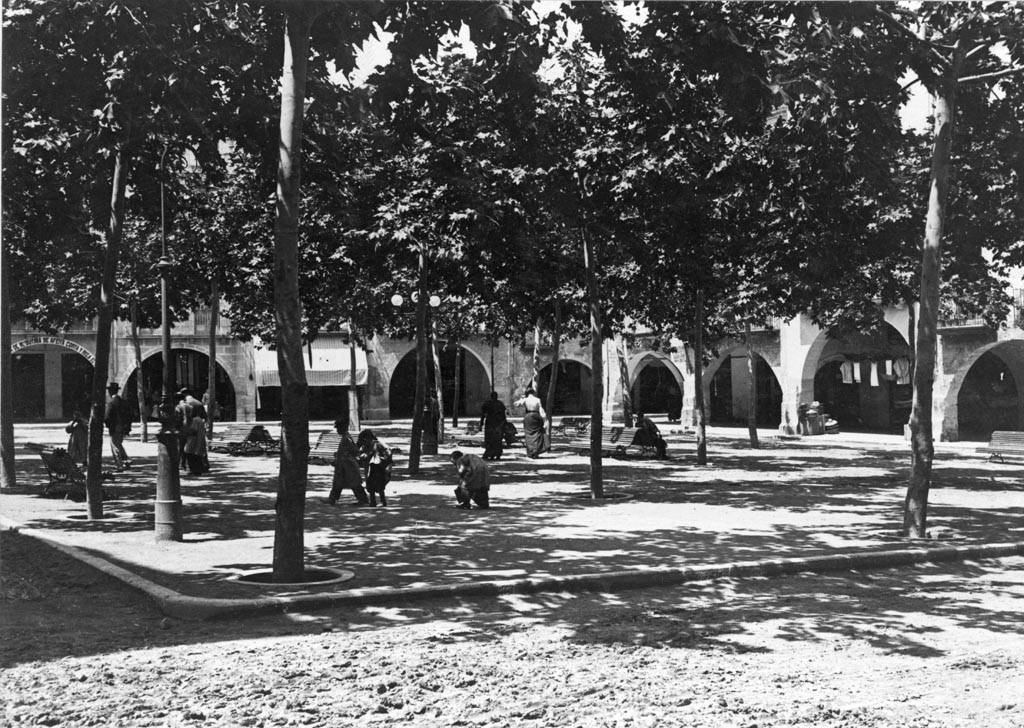
La Plaça entre 1890 i 1911

La Plaça Major de Banyoles, que ha rebut diversos noms al llarg de la història, però que els banyolins anomenen simplement la Plaça, és un recinte porxat d'origen medieval, que centra l'eixample medieval de la població, conegut com a Vila Nova. Documentada des de 1297, conserva encara la seva primitiva funció de mercadal.